# Muriel Santa Ana
Muriel Santa Ana González (Buenos Aires, 13 de julio de 1970) es una actriz argentina. Su salto a la fama fue en 2007, cuando personificó a Grace, la mejor amiga de Lola, en la telecomedia Lalola (de Underground Contenidos). Durante 2009 y 2010 encarnó el rol de protagonista en la telenovela, Ciega a citas (de Rosstoc), como Lucía González.

## Biografía
Muriel es hija de Mabel González y del actor Walter Santa Ana, tiene una hermana llamada Moira que es cantante y profesora de canto. Mucho antes de decidir ser actriz, Muriel estudió flamenco, tango, cerámica, flauta e italiano, y trabajó en una editorial. A los 18 años comenzó a estudiar teatro con Agustín Alezzo, y luego continuó con otros grandes maestros como Juan Carlos Gené, Rubén Szuchmacher y Guillermo Angelelli. En el 2018 se compromete con la lucha por la legalización del aborto en Argentina. En abril de ese año, invitada por la Campaña Nacional por el derecho al aborto legal, seguro y gratuito a exponer en la Cámara de Diputados en el Congreso Nacional dando su testimonio en primera persona.

## Carrera
En teatro, en el Complejo Teatral de Buenos Aires protagonizó "Las amargas lágrimas de Petra von Kant", "La vida es sueño", dirigida por el español Calixto Bieito y "El andador". También se destacó en "La ópera de tres centavos", "La casa de Bernarda Alba", "Woyzeck", "El pan de la locura", "Tres hermanas", "La Cocina". En el circuito comercial protagonizó "Todos felices", "El gran deschave" (Teatro Nacional Cervantes), "Lluvia de plata", "Los vecinos de arriba", entre otros. Por varios de sus trabajos fue destacada con nominaciones a los premios ACE y María Guerrero.  
En televisión protagonizó "Ciega a citas", por la que ganó el premio Martín Fierro como mejor actriz de comedia. Por su labor en la telecomedia "Solamente vos" recibió el premio Tato que otorga CAPIT, la Cámara Argentina de Productoras Independientes de Televisión. Formó parte de los ciclos "Pioneras de las luchas feministas" de Canal Encuentro, "El Tigre Verón", "Sandro de América", entre otros.  
En cine recibió el premio Sur por "Un cuento chino" y participó de los films "Mi primera boda", "Incómodos", "Caída del cielo" y "Mamá se fue de viaje", entre otros. 

## Trayectoria

### Televisión
| Televisión | Televisión                                                       | Televisión      | Televisión                                |
| Año        | Título                                                           | Canal           | Personaje                                 |
| ---------- | ---------------------------------------------------------------- | --------------- | ----------------------------------------- |
| 2005       | Una familia especial                                             | El Trece        | Venus Schneider                           |
| 2006       | Juanita, la soltera                                              | El Trece        | Perla                                     |
| 2007-2008  | Lalola                                                           | América TV      | Graciela Neira                            |
| 2009-2010  | Ciega a citas                                                    | Canal 7         | Lucía González                            |
| 2011       | Un año para recordar                                             | Telefe          | Dra. Albertina Busaniche                  |
| 2011       | El hombre de tu vida                                             | Telefe          | Carla                                     |
| 2012       | El donante                                                       | Telefe          | Eva Azcurra                               |
| 2013-2014  | Solamente vos                                                    | El Trece        | Ingrid "La Polaca" Albarracín de Cousteau |
| 2014-2015  | Guapas                                                           | El Trece        | Reina Suárez                              |
| 2015       | Conflictos modernos                                              | Canal 9         | Mariana                                   |
| 2016       | Fundación Huésped: Al borde                                      | El Trece        |                                           |
| 2017       | Quiero vivir a tu lado                                           | El Trece        | Marcela Justo                             |
| 2017       | Sufragistas, en memoria de las mujeres que cambiaron la historia | Canal Encuentro | Varios personajes                         |
| 2018       | Sandro de América                                                | Telefe          | Olga Garaventa                            |
| 2018       | Cien días para enamorarse                                        | Telefe          | Anette Guevara                            |
| 2019       | El Tigre Verón                                                   | El Trece        | Lorena Raimundi                           |
| 2019       | Pioneras: Mujeres que hicieron historia                          | Canal Encuentro | Varios personajes                         |
| 2020       | Victoria, psicóloga vengadora                                    | Prime Video     | Franca                                    |
| 2022       | María Marta, el crimen del country                               | HBO Max         | Belén Fanesi                              |
| 2022       | Dos 20                                                           | TV Pública      | Cinthia                                   |
| 2023       | Melody, la chica del metro                                       | Prime Video     | Marisa                                    |
| 2024       | Cromañón                                                         | Prime Video     | Silvia Binder                             |

### Cine
| Cine | Cine                 | Cine                  |
| Año  | Título               | Personaje             |
| ---- | -------------------- | --------------------- |
| 2007 | Incómodos            | Monja                 |
| 2008 | Negro Buenos Aires   | Gaby                  |
| 2010 | Plumíferos           | Monjita blanca (Voz). |
| 2011 | Un cuento chino      | Mari                  |
| 2011 | Mi primera boda      |                       |
| 2015 | Llámame Francisco    | Alicia Oliveira       |
| 2015 | Caída del cielo      | Julia                 |
| 2017 | Mamá se fue de viaje | Elena                 |
| 2024 | Los justos           | Mónica                |

### Teatro
- 1995: Mariana Pineda.
- 1995: Aquellos gauchos judíos.
- 1997-1998: Entretanto las grandes urbes.
- 1999-2000: Galileo Galilei.
- 2002: La casa de Bernarda Alba.
- 2004: La ópera de tres centavos.
- 2006: Woyzeck.
- 2006: El pan de la locura.
- 2006-2007: Chicas católicas.
- 2008: Tres hermanas.
- 2009: La cocina.
- 2010: La vida es sueño.
- 2012: Todos Felices.
- 2013: El gran deschave.
- 2014: Lluvia de plata.
- 2016: Absorta y desnuda (poemas).
- 2016: Idénticos.
- 2016: El andador.
- 2017: Bichas.
- 2018 Las amargas lágrimas de Petra Von Kant. Teatro San Martin.
- 2017-2019: Los vecinos de arriba.

## Premios y nominaciones
| Año  | Premio                | Categoría                       | Programa         | Resultado |
| ---- | --------------------- | ------------------------------- | ---------------- | --------- |
| 2007 | Premio Martín Fierro  | Actriz de reparto en comedia    | Lalola           | Nominada  |
| 2009 | Premio Martín Fierro  | Actriz protagonista de comedia  | Ciega a citas    | Ganadora  |
| 2010 | Premio Martín Fierro  | Actriz protagonista de novela   | Ciega a citas    | Nominada  |
| 2012 | Premio Martín Fierro  | Actriz protagonista de unitario | El donante       | Nominada  |
| 2010 | Premio ACE            | Actriz protagónica              | La cocina        | Nominada  |
| 2011 | Premio Maria Guerrero | Actriz protagónica              | La vida es sueño | Nominada  |
| 2011 | Premio ACE            | Actriz protagónica              | La vida es sueño | Nominada  |
| 2011 | Premios Sur           | Actriz de reparto               | Un cuento chino  | Ganadora  |
| 2011 | Premio Cóndor         | Actriz de reparto               | Un cuento chino  | Nominada  |
| 2013 | Premio CAPIT          | Actriz reparto                  | Solamente vos    | Ganadora  |